# الرشايدة (الكرك)
الرشايدة منطقة سكنية تقع في لواء القصر، محافظة الكرك في الأردن. تنتمي المنطقة لقضاء القصر الذي يضم 9 مناطق. يقدر عدد سكانها بـ 173 نسمة حسب إحصاء 2015.

## الوصلات الخارجية
- دائرة الاحصاءات العامة